# Herbert Roghé
Herbert Roghé (* 17. September 1889 in Hamburg; † 28. Oktober 1985) war ein deutscher Politiker (NSDAP) und Zahnarzt.

## Leben
Roghé war der Sohn eines Kaufmanns aus Bremen, studierte an der Universität Würzburg, promovierte zum Dr. med. und wurde als Zahnarzt in Klotzsche bei Dresden ansässig. Er trat zum 1. August 1930 der NSDAP bei (Mitgliedsnummer 295.692). In Dresden erfolgte seine Ernennung zum Bezirks- und Kreisobmann des NSD-Ärztebundes. Bei der Mitgliederversammlung dieses Ärztebundes im Januar 1932 in Dresden wurde als Ziel u. a. genannt, dass sich Deutsche nur von deutschen Ärzten behandeln lassen. Aufgabe der Ärzteschaft im Dritten Reich sei es, Verbrecher, Geisteskranke usw. zu sterilisieren und hochwertige Menschen zu fördern.
Im Mai 1933 wurde Herbert Roghé in den Vorstand des Hygiene-Museums in Dresden berufen. 
Nach der „Machtergreifung“ der Nationalsozialisten ließ er sich als Kandidat für die 6. Wahlperiode des sächsischen Landtags aufstellen. Im Frühjahr 1933 wurde er in den Landtag berufen. Bereits im Oktober 1933 löste sich der Landtag auf.